# Triancyra paula
Triancyra paula är en stekelart som beskrevs av Baltazar 1961. Triancyra paula ingår i släktet Triancyra och familjen brokparasitsteklar. Inga underarter finns listade i Catalogue of Life.